# レオポルド1世 (ベルギー王)
レオポルド1世（フランス語: Léopold Ier、1790年12月16日 - 1865年12月10日）は、初代ベルギー国王（在位：1831年 - 1865年）。

## 生涯

### 生い立ち
1790年12月16日、コーブルクのエーレンブルク城でザクセン＝コーブルク＝ザールフェルト公フランツ・フリードリヒの三男として生まれた。母はアウグステ・ロイス・ツー・エーベルスドルフ。
母アウグステは、子供たちを各国の王族に娶せることに成功し、コーブルク家の勢力を拡大した。
1795年、5歳の時にロシアの近衛軍イズマイロフスキー連隊の大佐となり、それから7年後には少将になった。この時、祖国ザクセン＝コーブルク公国はフランス軍の占領下にあった。1806年にパリへ行った。ナポレオン1世と会った時、自分の副官になるつもりはないかと持ちかけられたが、レオポルトはこの申し出を断った。その後、レオポルトは兄たちに続きナポレオン戦争に加わることになった。

### 『未来の女王』シャーロット王女との結婚

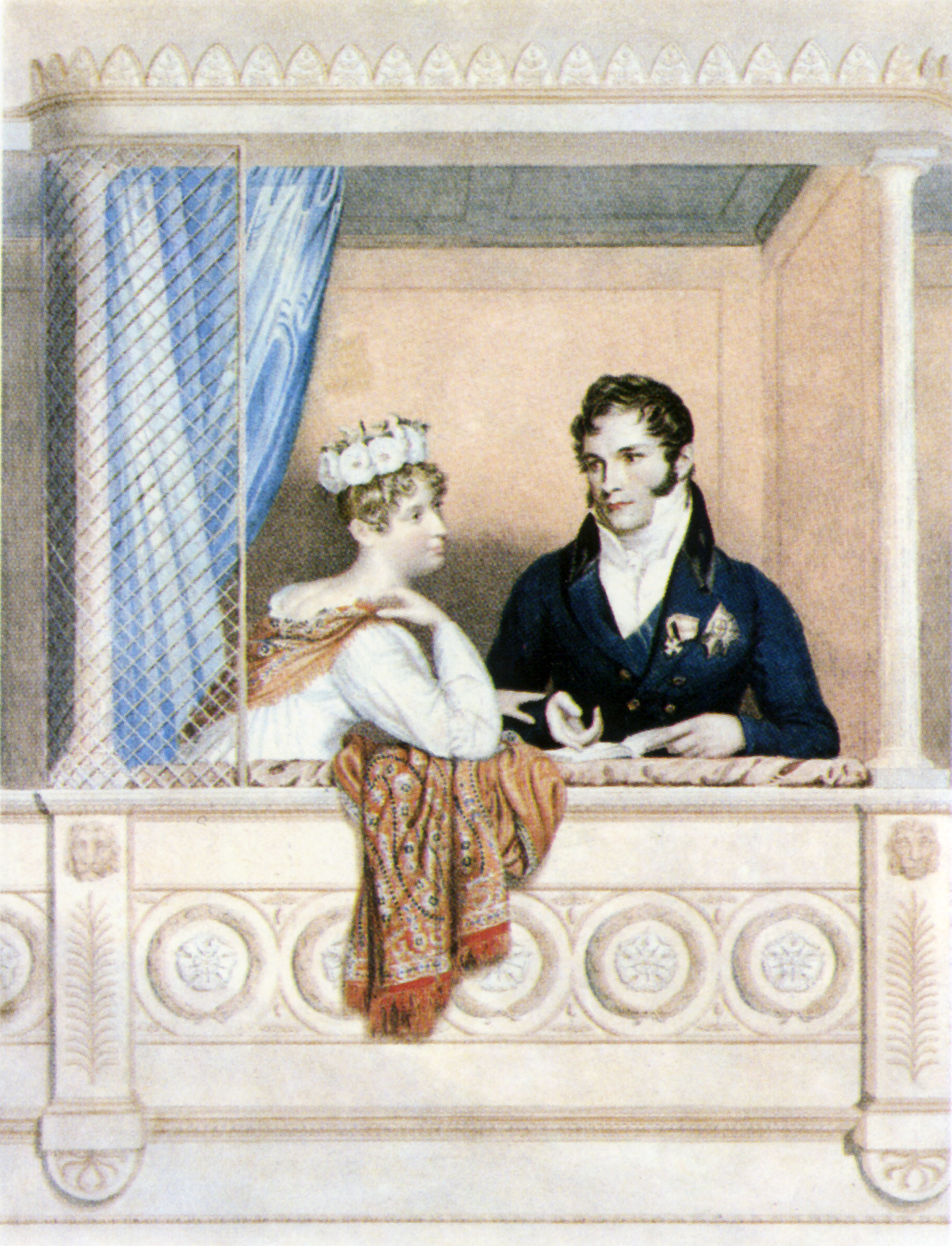
1817年画、シャーロット王女とレオポルド公子

1815年に陸軍元帥になった。この年ロシア皇帝アレクサンドル1世の親友として、皇帝と共にロンドンを訪れた。この時摂政王太子ジョージ（後のジョージ4世）の一人娘シャーロット王女に見初められ、翌1816年5月2日に2人は結婚した。シャーロット王女は、ジョージ4世及び弟たちの唯一の嫡出子であり、英国王位の推定相続人であった。ジョージと妃キャロラインの不仲ぶりは、政治闘争にもつかわれるほどだった。
同年、レオポルドはジョージ摂政王太子からガーター勲章を授与された。
しかしシャーロットは1817年12月5日に息子を死産した後、間もなく薨去した。レオポルトはその後もイギリスに留まり、国から毎年5万ポンドの年金を給付されてしばらくは数々の趣味に没頭していた。1830年にオスマン帝国から独立したギリシャから国王即位要請の打診をされたが、これを断った。

### ベルギー国王への推戴

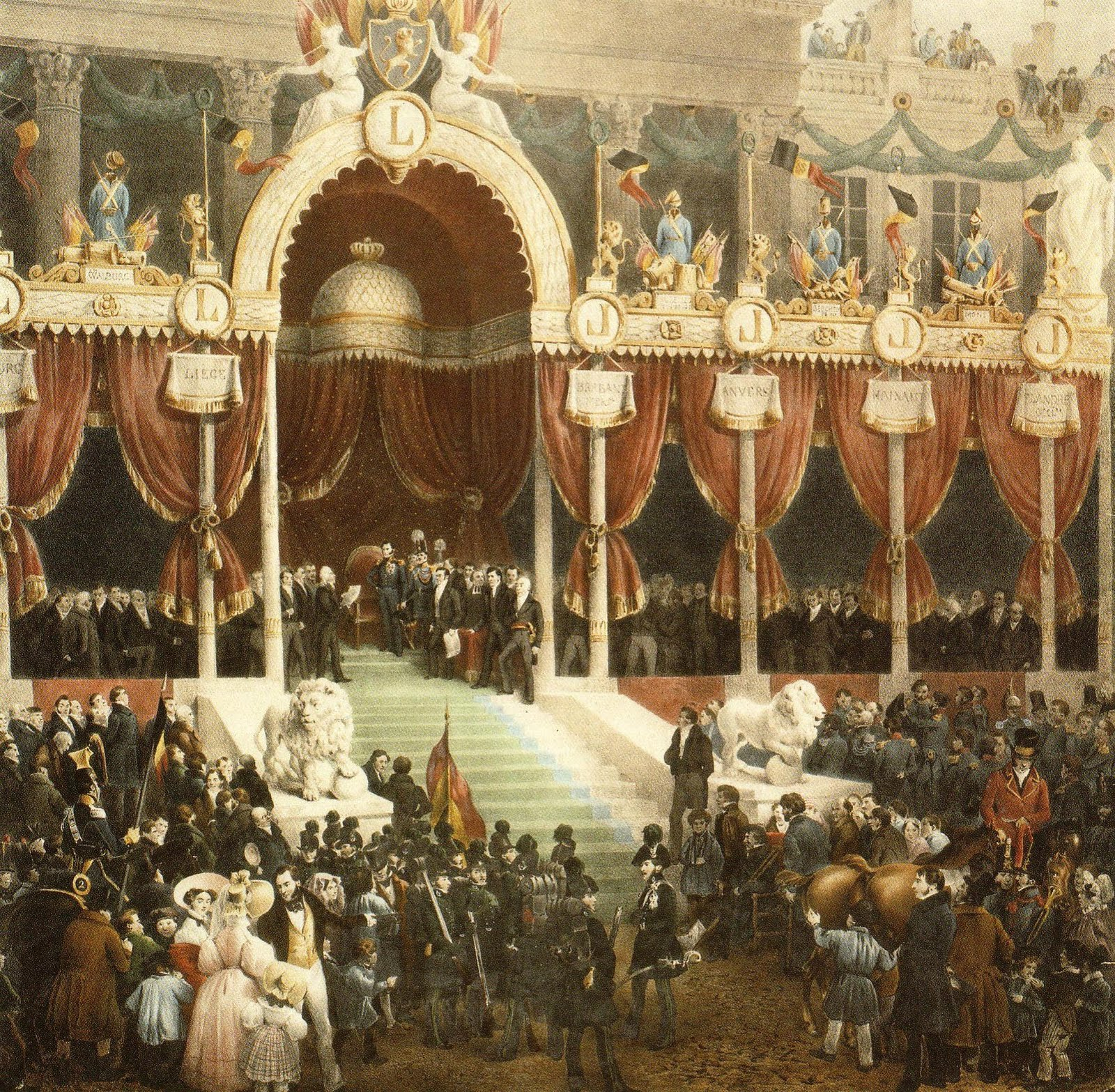
1831年、フスタフ・ワッペルス画、ベルギー国王への即位式

1815年のウィーン会議の結果、低地諸国（ネーデルラント）はネーデルラント連合王国に再編され、オラニエ公ウィレム6世が「ウィレム1世」として国王に推戴された。オランダはベルギーに相当する南ネーデルラントを手に入れ、五大国にとってはフランスとの緩衝地帯となった。ウィレム1世は、オランダ語を重視する政策を取ったため、フランス語を母語とする南部ワロン地域の人々や、フランス語に慣れた北部フランデレン地域の上流階級の人々から強い反発を受けた。特に、当時は南部の方が経済及び人口が北部より優位であった。1830年のフランス7月革命
の影響を受け、不満が一気に噴出し、同年8月の暴動に端を発し、10月にはベルギー臨時政府が独立を宣言する。
ウィレム1世は、母がプロイセン王女ウィルヘルミナ、嫁（息子ウィレム2世の妃）はロシア大公女アンナ・パヴロヴナだったため、両国に助力を求めた。ウィレム1世と臨時政府首班のシャルル・ロジェの要請により、中立的な英国の仲介により、ロンドン会議が開催され、その結果ベルギーの独立が承認された。当時は君主国が一般的であり、ベルギー国王を誰にするかが問題となった。ベルギー国民会議はヌムール公ルイ王子（フランス王ルイ・フィリップの次男）を希望したが、英国の強い反対により承認されなかった。英国首相グレイ伯爵はレオポルドと長年の友人であったため、グレイが英国にゆかりがあり、かつドイツ系（＝フランス系ではない）のレオポルドを国王に強く推した。
1831年6月、会議はレオポルドを国王に推挙し、国民議会もそれを受け入れた。同年7月21日にブリュッセルの王宮で初代ベルギー国王に即位した。そもそも、レオポルドはシャーロット王女との結婚や、1819年生まれのヴィクトリア王女（英国王位の推定相続人）の叔父でもあることから、英国に近しかった。そのため、ウィレム1世の反発は強く十日戦争が勃発し、レオポルド1世が英仏への救援を求めて蘭軍を撤退させた。

### 初代国王として

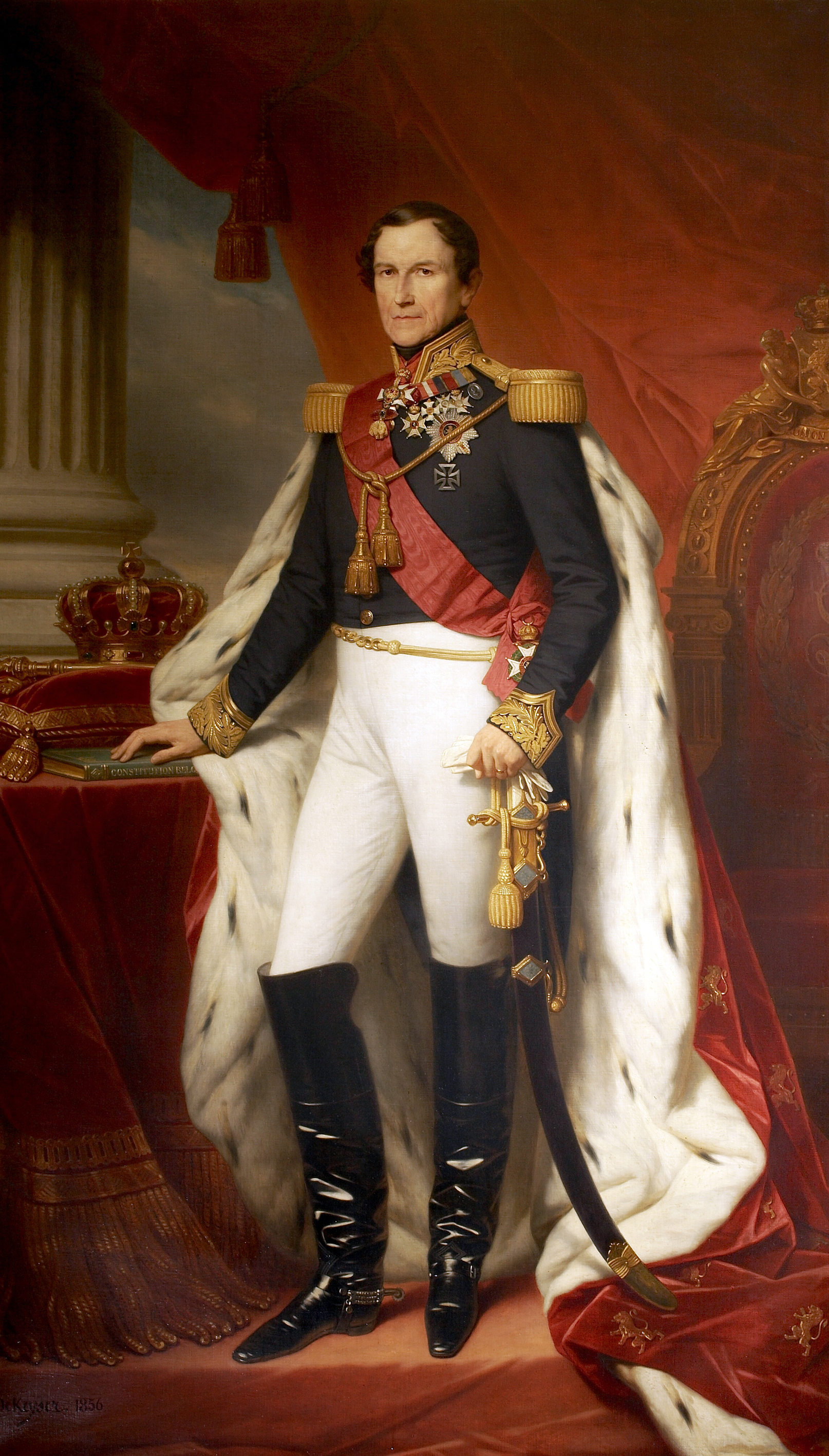
1856年、ニケーズ・ド・ケイゼル画

新国家であるベルギー憲法は、君主政のオランダ、共和政のフランスの影響を強く受けており、国王の権力が制限されていた。レオポルド1世は憲法に誓約したものの不満を持っており、非公式の「組閣担当者」を任命し、議会での調整や国王への報告を経て、議会の承認を受けて正式に就任される形式をとらせ、政治に介入した。レオポルド1世は自由主義に対する反動だけでなく、国民の共和政精神を尊重しようとし、大国の狭間で国内の統一を保ち、ベルギーの独立を保とうとしていた。組閣担当者を任命する慣例は、現代にも続いている。
1832年8月9日、フランス国王ルイ・フィリップの娘ルイーズ＝マリーと再婚した。大国間の緩衝地として、婚姻を通じても英普仏墺各国とバランスをとる必要があった。
建国当初のベルギーはフランス語を公用語として採用した。1833年に、常備軍のマニュアルがフランス語で作成されたが、国王個人が「フランス語を理解できない部下への寛容」等を求める文書を付け加えている。1834年には、北部のヘールでオランダ語教育の重要性を説き、その後、オランダ語文学の復興をも支援した。
1836年、兄ザクセン＝コーブルク＝ゴータ公エルンスト1世一家のロンドン訪問に際し、兄の次男アルブレヒト公子（英：アルバート）を、姉の娘ヴィクトリア王女に対面させると、ヴィクトリアは美男で教養のあるアルブレヒトを見初めた。この後、1837年にヴィクトリアは女王に即位し、最終的には彼女の意思で、1839年にアルブレヒト公子と結婚した。こうした経緯から、レオポルドは若き女王夫妻のよき相談役でもあった。
1839年に、戦費負担や領土はオランダ側に譲歩する形で決着し、ベルギーの独立が正式にオランダからも承認され、「永世中立」が名実ともに成立した。レオポルド1世は、周辺各国の情勢を踏まえ、北部フランデレン地域の独立を抑えながら中立に徹し、ベルギーの独立を保っていた。1830年代には、ワロンとフランデレンを結ぶ鉄道網を整備し、「多言語国家」を作ろうとしていた。

### 子供たちの結婚
母アウグステの手腕を受け継ぎ、自らを「老獪な外交官」と称した。1848年、妃ルイーズ＝マリーの父ルイ・フィリップ国王が退位したため、フランスとの姻戚関係を諦め、ハプスブルク家との関係強化を図ろうとした。レオポルド王太子にはオーストリア大公女マリー・ヘンリエッテを娶せたが、レオポルドは愛妾を同居させるようになり結婚生活の破綻は明らかだった。
そこで、長女シャルロットをオーストリア大公マクシミリアンと結婚させようとした。息子たちとの不仲もあって、レオポルド1世はシャルロットを溺愛しており、「ヨーロッパ一美しいプリンセス」と評するほど盲目的であった。シャルロットの縁談相手には、ポルトガル国王ペドロ5世や、ザクセンの王弟ゲオルク（後、国王）もいたが、レオポルド1世の希望に合わなかった。
1855年、ベルギーを訪問したマクシミリアン大公を、レオポルド1世父子は歓待し、またマクシミリアンもシャルロットとの縁組に同意した。翌1856年12月、ベルギーを再訪したマクシミリアンとの交渉では、レオポルド1世は溺愛する愛娘のために多額の持参金を認めた。二人は、1857年にブリュッセルで挙式した。
1861年、アメリカ合衆国で南北戦争が勃発した際、フランス帝国によるメキシコ出兵が行われ、英西が相次いで撤退する中、仏皇帝ナポレオン3世はマクシミリアン大公をメキシコ皇帝の位に就けようとした。マクシミリアンはイタリアでの権益を失い、秘密裏に舅レオポルド1世に対して財産保全を交渉する等していたため、兄フランツ・ヨーゼフ1世帝との関係が悪化する中、皇帝即位を受諾する。シャルロットは狂喜した。レオポルド1世は、マクシミリアンに対し仏英西の一致した支援を求めるよう助言した。

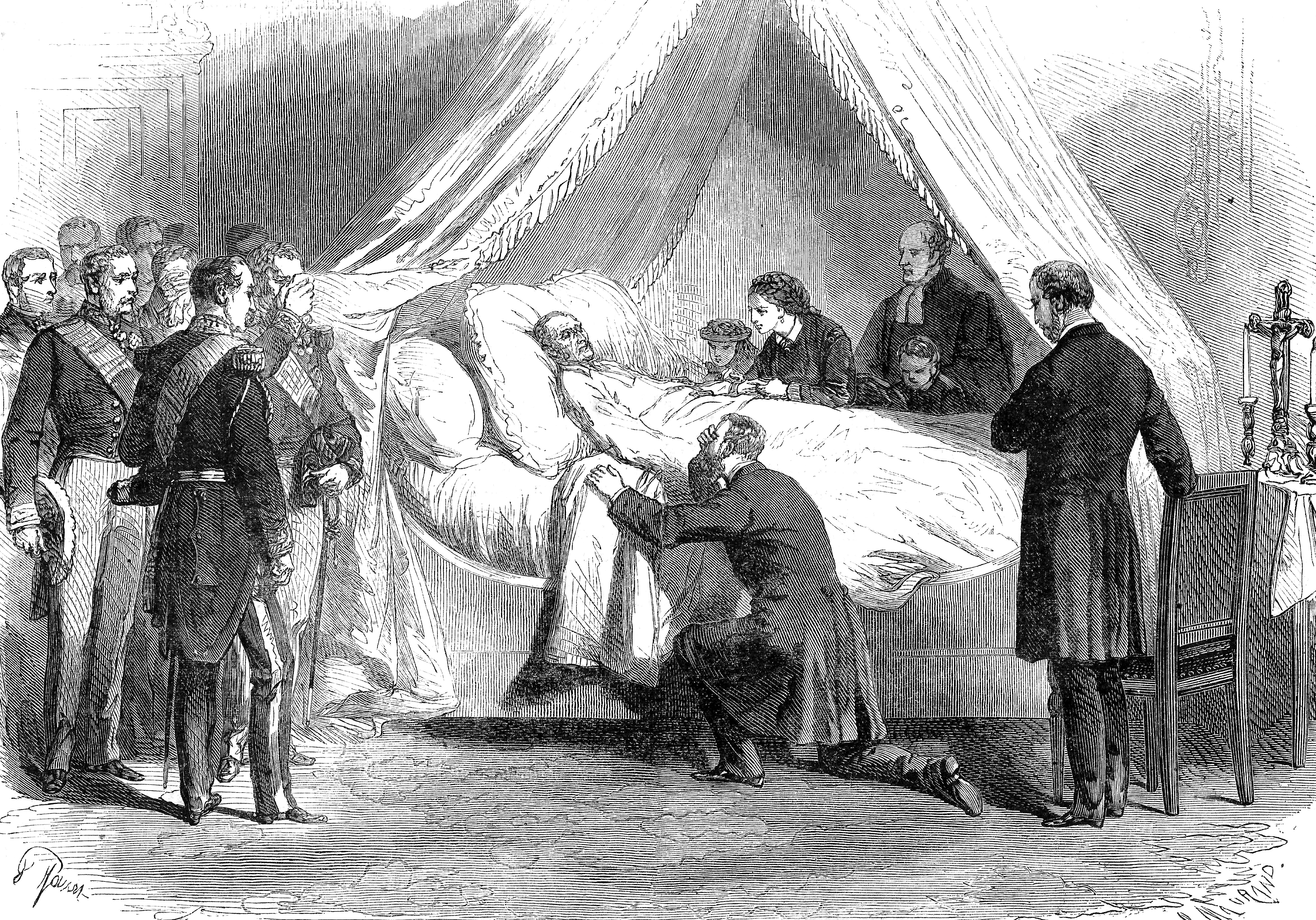
1865年画、レオポルド1世の崩御

1865年12月10日にブリュッセルで崩御した。この知らせは、翌1866年1月6日に、メキシコ皇帝夫妻の元に届くが、実娘シャルロット皇后よりも、後ろ盾を失ったことに対するマクシミリアン帝の衝撃の方が大きかった。即位したレオポルド2世はメキシコから手を引き、1867年に孤立無援となったマクシミリアンは銃殺され、シャルロットも発狂した。
一方、レオポルドがジョージ4世から受けたガーター勲章は、本来ならば崩御と共に英王室に返納すべきであるが、崩御直後の1866年1月中旬には、引き続きレオポルド2世に授与されることが決まり、両国・両王室の緊密さを象徴した。

## 人物
フリーメイソンだった可能性がある。

## 子女

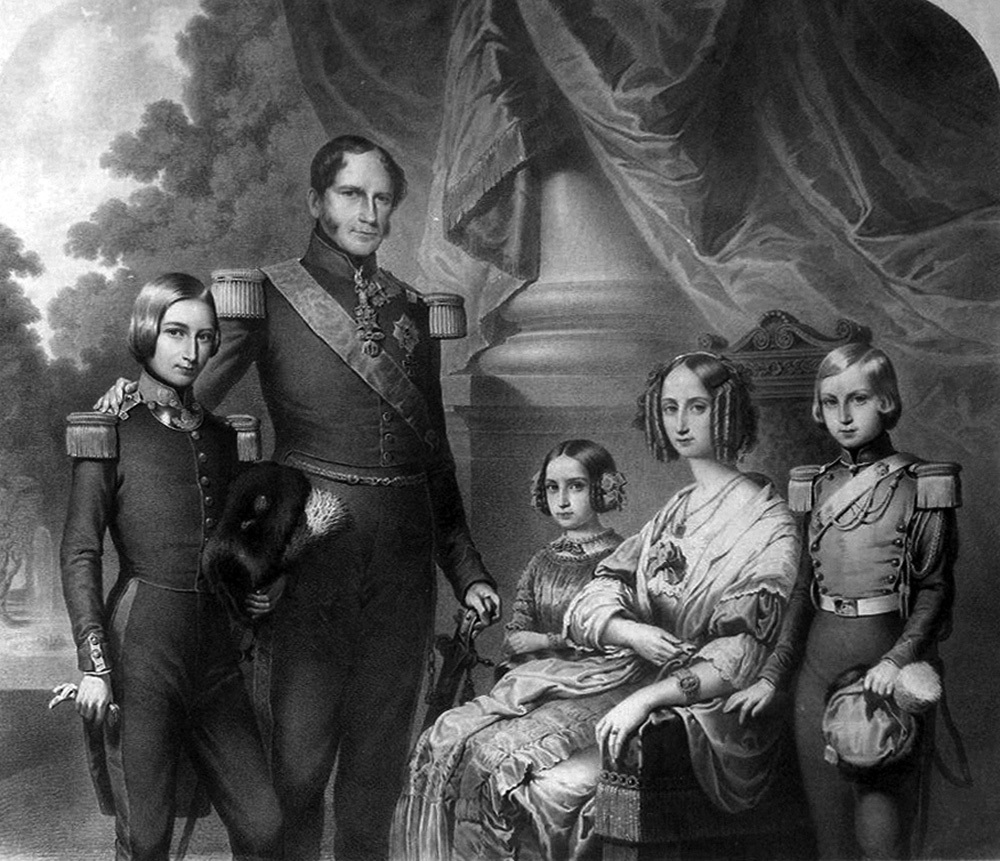
1850年頃画、レオポルド1世一家

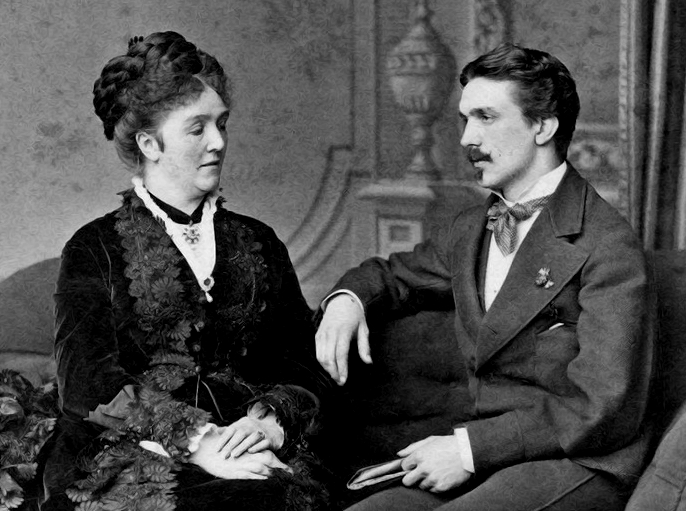
1875年頃撮影、アルカディとアルテュール母子

即位前に最初の妻シャーロット・オーガスタ王女との間に1男を儲けたが死産し、シャーロットも間もなく死去した。
即位後に2人目の妻ルイーズ＝マリー王妃との間に以下の3男1女を儲けた。
- ルイ＝フィリップ（1833年 - 1834年）
- レオポルド2世（1835年 - 1909年）
- フィリップ（1837年 - 1905年） フランドル伯爵
- シャルロット（1840年 - 1927年） メキシコ皇帝マクシミリアーノ1世皇后

この他に愛人アルカディー・クラレットとの間にも、ジョルジュ・フレデリック・フォン・エピングホーヴェン男爵とアルテュール・フォン・エピングホーヴェン男爵を儲けた。

## 系譜
| レオポルド1世 | 父: ザクセン＝コーブルク＝ザールフェルト公 フランツ | 祖父: ザクセン＝コーブルク＝ザールフェルト公 エルンスト・フリードリヒ | 曾祖父: ザクセン＝コーブルク＝ザールフェルト公 フランツ・ヨシアス                        |
| レオポルド1世 | 父: ザクセン＝コーブルク＝ザールフェルト公 フランツ | 祖父: ザクセン＝コーブルク＝ザールフェルト公 エルンスト・フリードリヒ | 曾祖母: シュヴァルツブルク＝ルードルシュタット侯女 アンナ・ゾフィア                      |
| レオポルド1世 | 父: ザクセン＝コーブルク＝ザールフェルト公 フランツ | 祖母: ゾフィー・アントイネッテ                                        | 曾祖父: ブラウンシュヴァイク＝ヴォルフェンビュッテル公 フェルディナント・アルブレヒト2世 |
| レオポルド1世 | 父: ザクセン＝コーブルク＝ザールフェルト公 フランツ | 祖母: ゾフィー・アントイネッテ                                        | 曾祖母: アントイネッテ・アマーリエ                                                       |
| レオポルド1世 | 母: アウグステ                                      | 祖父: ロイス＝エーベルスドルフ伯 ハインリヒ24世                       | 曾祖父: ロイス＝エーベルスドルフ伯 ハインリヒ29世                                        |
| レオポルド1世 | 母: アウグステ                                      | 祖父: ロイス＝エーベルスドルフ伯 ハインリヒ24世                       | 曾祖母: ゾフィ―                                                                          |
| レオポルド1世 | 母: アウグステ                                      | 祖母: カロリーネ                                                      | 曾祖父: エルバッハ＝シェーンベルク伯 ゲオルグ・アウグスト                                |
| レオポルド1世 | 母: アウグステ                                      | 祖母: カロリーネ                                                      | 曾祖母: フェルディナンデ                                                                 |

### 系図
| （ザクセン＝コーブルク＝ゴータ家） |               |               |               |               |               |                            |                            |                            |                            |                            |                            |                          |                          |                          |                          |                          |                          |  |  |  |  |  |  |  |  |  |  |  |  |  |  |  |  |  |  |  |  |  |  |  |  |  |  |  |  |  |  |  |  |  |  |  |  |
|                                    |               |               |               |               |               |                            |                            |                            |                            |                            |                            |                          |                          |                          |                          |                          |                          |  |  |  |  |  |  |  |  |  |  |  |  |  |  |  |  |  |  |  |  |  |  |  |  |  |  |  |  |  |  |  |  |  |  |  |  |
| レオポルド1世                      |               |               |               |               |               |                            |                            |                            |                            |                            |                            |                          |                          |                          |                          |                          |                          |  |  |  |  |  |  |  |  |  |  |  |  |  |  |  |  |  |  |  |  |  |  |  |  |  |  |  |  |  |  |  |  |  |  |  |  |
|                                    |               |               |               |               |               |                            |                            |                            |                            |                            |                            |                          |                          |                          |                          |                          |                          |  |  |  |  |  |  |  |  |  |  |  |  |  |  |  |  |  |  |  |  |  |  |  |  |  |  |  |  |  |  |  |  |  |  |  |  |
|                                    |               |               |               |               |               |                            |                            |                            |                            |                            |                            |                          |                          |                          |                          |                          |                          |  |  |  |  |  |  |  |  |  |  |  |  |  |  |  |  |  |  |  |  |  |  |  |  |  |  |  |  |  |  |  |  |  |  |  |  |
| レオポルド2世                      | レオポルド2世 | レオポルド2世 | レオポルド2世 | レオポルド2世 | レオポルド2世 | （フランドル伯）フィリップ | （フランドル伯）フィリップ | （フランドル伯）フィリップ | （フランドル伯）フィリップ | （フランドル伯）フィリップ | （フランドル伯）フィリップ |                          |                          |                          |                          |                          |                          |  |  |  |  |  |  |  |  |  |  |  |  |  |  |  |  |  |  |  |  |  |  |  |  |  |  |  |  |  |  |  |  |  |  |  |  |
| レオポルド2世                      | レオポルド2世 | レオポルド2世 | レオポルド2世 | レオポルド2世 | レオポルド2世 | （フランドル伯）フィリップ | （フランドル伯）フィリップ | （フランドル伯）フィリップ | （フランドル伯）フィリップ | （フランドル伯）フィリップ | （フランドル伯）フィリップ |                          |                          |                          |                          |                          |                          |  |  |  |  |  |  |  |  |  |  |  |  |  |  |  |  |  |  |  |  |  |  |  |  |  |  |  |  |  |  |  |  |  |  |  |  |
|                                    |               |               |               |               |               | アルベール1世              |                            |                            |                            |                            |                            |                          |                          |                          |                          |                          |                          |  |  |  |  |  |  |  |  |  |  |  |  |  |  |  |  |  |  |  |  |  |  |  |  |  |  |  |  |  |  |  |  |  |  |  |  |
|                                    |               |               |               |               |               |                            |                            |                            |                            |                            |                            |                          |                          |                          |                          |                          |                          |  |  |  |  |  |  |  |  |  |  |  |  |  |  |  |  |  |  |  |  |  |  |  |  |  |  |  |  |  |  |  |  |  |  |  |  |
|                                    |               |               |               |               |               |                            |                            |                            |                            |                            |                            |                          |                          |                          |                          |                          |                          |  |  |  |  |  |  |  |  |  |  |  |  |  |  |  |  |  |  |  |  |  |  |  |  |  |  |  |  |  |  |  |  |  |  |  |  |
|                                    |               |               |               |               |               | レオポルド3世              | レオポルド3世              | レオポルド3世              | レオポルド3世              | レオポルド3世              | レオポルド3世              | （フランドル伯）シャルル | （フランドル伯）シャルル | （フランドル伯）シャルル | （フランドル伯）シャルル | （フランドル伯）シャルル | （フランドル伯）シャルル |  |  |  |  |  |  |  |  |  |  |  |  |  |  |  |  |  |  |  |  |  |  |  |  |  |  |  |  |  |  |  |  |  |  |  |  |
|                                    |               |               |               |               |               | レオポルド3世              | レオポルド3世              | レオポルド3世              | レオポルド3世              | レオポルド3世              | レオポルド3世              | （フランドル伯）シャルル | （フランドル伯）シャルル | （フランドル伯）シャルル | （フランドル伯）シャルル | （フランドル伯）シャルル | （フランドル伯）シャルル |  |  |  |  |  |  |  |  |  |  |  |  |  |  |  |  |  |  |  |  |  |  |  |  |  |  |  |  |  |  |  |  |  |  |  |  |
|                                    |               |               |               |               |               |                            |                            |                            |                            |                            |                            |                          |                          |                          |                          |                          |                          |  |  |  |  |  |  |  |  |  |  |  |  |  |  |  |  |  |  |  |  |  |  |  |  |  |  |  |  |  |  |  |  |  |  |  |  |
|                                    |               |               |               |               |               | ボードゥアン1世            | ボードゥアン1世            | ボードゥアン1世            | ボードゥアン1世            | ボードゥアン1世            | ボードゥアン1世            | アルベール2世            | アルベール2世            | アルベール2世            | アルベール2世            | アルベール2世            | アルベール2世            |  |  |  |  |  |  |  |  |  |  |  |  |  |  |  |  |  |  |  |  |  |  |  |  |  |  |  |  |  |  |  |  |  |  |  |  |
|                                    |               |               |               |               |               | ボードゥアン1世            | ボードゥアン1世            | ボードゥアン1世            | ボードゥアン1世            | ボードゥアン1世            | ボードゥアン1世            | アルベール2世            | アルベール2世            | アルベール2世            | アルベール2世            | アルベール2世            | アルベール2世            |  |  |  |  |  |  |  |  |  |  |  |  |  |  |  |  |  |  |  |  |  |  |  |  |  |  |  |  |  |  |  |  |  |  |  |  |
|                                    |               |               |               |               |               |                            |                            |                            |                            |                            |                            | フィリップ               |                          |                          |                          |                          |                          |  |  |  |  |  |  |  |  |  |  |  |  |  |  |  |  |  |  |  |  |  |  |  |  |  |  |  |  |  |  |  |  |  |  |  |  |